# La dama de Troya
La dama de Troya es una telenovela colombiana producida por Fox Telecolombia para  RCN Televisión en 2008, es una historia que se desarrolla en medio de los llanos orientales colombianos y muestra la venganza de una mujer hacia las personas que la hicieron sufrir.
Esta protagonizada por Cristina Umaña y Andrés Juan, con la actuación antagónica de Rolando Tarajano, Valentina Acosta, Roberto Cano, Marcela Agudelo, Rodolfo Valdés y el primer actor Ronald Ayazo.

## Sinopsis
Es una historia original de los escritores Alejandro Torres Reyes, Guido Jácome y Felipe Forero. La historia muestra la historia de amor entre Patricia y Sebastián y una venganza que se interpone a ella, Después de varios años de permanecer oculta en un rancho, Patricia Cruz vuelve al pueblo decidida a enfrentar al frigorífico de Puerto Dorado y las consecuencias que vengan con esto. Tal vez entre esa gente se encuentre oculto el miserable que la violó, mató a su esposo y luego le disparó a ella, creyéndola muerta. Pero Patricia ya no es la misma de esa terrible noche. Ahora es una vaquera recia, capaz de someter a un novillo por sí sola y de montar un caballo con extraordinaria habilidad. Atrás quedó la joven ingenua que llegó dos años antes al pueblo para casarse con Humberto, un campesino humilde, que cometió un solo error: oponerse a la voluntad de Antonio De La Torre, el ganadero más grande de la región; multimillonario, propietario de la Hacienda La Dorada, y dueño y señor de Puerto Dorado. Antonio cobró con sangre la ofensa de Humberto, el único campesino que no le quiso vender sus tierras para construir un moderno frigorífico. La misma noche de bodas, cuando Patricia y Humberto iban a consumar su matrimonio, Antonio llegó con sus hombres encapuchados; presionaron a Humberto para que firmara las escrituras, pero ante la negativa, el propio Antonio violó a Patricia, que no pudo ver su rostro por la capucha, pero sí vio un dije en forma de caballo de ajedrez, que pendía del cuello de su violador. Luego Antonio le disparó a Humberto y a Patricia, y ordenó tirar sus cadáveres al río. Patricia fue rescatada por Pierre, el francés dueño de un bar popular al lado del río, quien la curó y la salvó con ayuda de su amiga Jacinta. Apenas recuperada y movida por un deseo de venganza, Patricia volvió a sus tierras para averiguar quién había cometido semejante atrocidad. Pero Antonio ya había manipulado al Notario y a otras autoridades, y fue muy poco lo que Patricia pudo averiguar. Sin familia y sin tener a dónde ir, Patricia es acogida por Jacinta en su rancho. Pierre le sugiere permanecer oculta para que los asesinos no la vean y quieran terminar su trabajo. Patricia comienza su formación en las lides del trabajo llanero con la ayuda de sus nuevos amigos y así se convertirá en la gran vaquera y jinete que ahora es. Aunque por fuera ha cambiado mucho, por dentro sigue cultivando la idea de vengarse, que reitera cada noche frente a la tumba de su difunto esposo. Lo que Patricia no imagina es que el Destino le tiene deparada una increíble jugada, justo el día en que vuelve al pueblo para dar la cara. En medio de las competencias de coleo y las carreras de caballos, conoce a Sebastián, un joven impetuoso y competitivo, que acaba de llegar de la capital después de estudiar su carrera de Economía. La atracción física es mutua. Pero al mismo tiempo sus fuertes temperamentos chocan y comienza una relación conflictiva y llena de retos, entre una Patricia reacia y temerosa de los hombres y del amor; y un Sebastián competitivo y encantado por la belleza y el ímpetu guerrero de esa mujer; tan diferente de Nena, su prometida, y con la que piensa casarse en pocas semanas. Ninguno de los dos sospecha que esa naciente relación encarna el origen de todos sus males, ya que Sebastián es el único hijo y la adoración de Antonio De La Torre, el violador de Patricia poco a poco Patricia recordara las caras del mal que le destrozaron la vida en el pasado y su venganza será implacable porque no le importara utilizar a Sebastián el gran amor de su vida con tal de vengarse una vez logrando infiltrarse en la hacienda la Dorada logra conseguir las pruebas que lograran desenmascarar al prestigioso Hacendado, pero todo se saldrá de control una vez revelada la verdad porque sus verdades serán manipuladas por Antonio haciéndola quedar a ella como la mala esto llevara a que Sebastián le pida el divorcio y ella acepta pero esta no será la única consecuencia de haber desenmascarado al malvado Antonio pues este comienza atacarla por donde más le duele a Patricia y esa es su gente pues ordena la muerte de Jacinta y no para ahí amenaza con acabar con todos si Patricia no se aleja por completo de la vida de su familia, Pero las Maldades de Antonio se verán evidentes poco a poco y su hijo será el que se de cuenta de eso ¿Podrán Patricia y Sebastián Vencer los fantasmas del pasado que no los deja ser felices? .

## Elenco

### Protagonistas
| Actor          | Personaje                      | Perfil |
| -------------- | ------------------------------ | --- |
| Cristina Umaña | Patricia Cruz Olmedo           | Protagonista. Es una joven ingenua, humilde y soñadora que llega del interior del país a Los Llanos para casarse con Humberto, un humilde campesino. Pero antes de encontrar la felicidad al lado de su enamorado, encuentra la tragedia. Patricia es violada y casi asesinada por Antonio De La Torre. Esto marca su vida para siempre convirtiéndola con el paso del tiempo en una mujer aguerrida, fuerte, luchadora, con un gran talento para las labores de vaquería, y con un odio y sed de venganza que sólo terminará cuando encuentre al hombre que destrozó su vida. La soledad y la tristeza de su pasado no le permiten tratar de buscar la felicidad de nuevo, hasta que conoce a Sebastián, quien la confronta con su personalidad y poco a poco le va mostrando que se puede sonreír y ser feliz en la vida, desconociendo que es el hijo del hombre que le cambió su vida para siempre. Solidaria con los débiles. Arriesgada y frentera. Irradia una sensualidad natural sin proponérselo. Apasionada tanto en sus amores como en sus odios. Se debate entre sus deseos de venganza y la amistad y alegría popular que viven sus amigos en el bar de Pierre y en el rancho El Potrillo. Es una mujer aguerrida y valiente. Aunque no tiene una gran formación académica, tiene una inteligencia nata que la destaca como líder. Al final se dará cuenta que sólo el perdón la liberará de esa amargura que lleva por dentro y le permitirá amar a Sebastián. |
| Andrés Juan    | Sebastián De la Torre Monsalve | Protagonista. Inteligente; generoso con los humildes; intrépido; apasionado. Amante de los retos personales y profesionales. Su personalidad competitiva lo terminará metiendo en más de un lío. Estudió Economía en Bogotá, lo cual lo convirtió en un hombre ejecutivo y buen negociante. Odia perder, quedar en ridículo o dejar de hacer un buen negocio. Y para evitarlo es capaz de hacer lo que sea, por intrépido o sobrador que parezca. Regresó para casarse con su novia Nena, pero al llegar al pueblo recibirá una “bofetada” en su corazón, cuando conoce a Patricia. La personalidad arrolladora y belleza impetuosa de esta vaquera, le cambiará todos los planes a Sebastián, quien se dará cuenta que lo que sentía por Nena no era amor. Patricia, recia e indomable, es totalmente opuesta a las mujeres refinadas que Sebastián siempre ha conquistado, y que rápidamente se convertirá en su gran reto de amor. Por otra parte, Sebastián admira y respeta a su padre Antonio, a quien considera un gran negociante, el mejor padre de familia y un benefactor como pocos en la región. Lo que Sebastián no sabe es que su padre es el gran responsable de la tragedia que marcó la vida de la mujer que ahora ama con locura. |

### Familia De la Torre
| Actor             | Personaje             | Perfil |
| ----------------- | --------------------- | --- |
| Rolando Tarajano  | Antonio De la Torre † | Villano Principal. Uno de los ganaderos más poderosos de los Llanos; propietario de la majestuosa hacienda La Dorada y del frigorífico Puerto Dorado. Aunque se ha formado en el campo es un hombre elegante. Cuando está haciendo un negocio es astuto y seguro. Antonio es encantador socialmente. Pasa por paternal; buen esposo; generoso. Es un gran embaucador, que intenta manipular a la gente con su elegancia y simpatía. Aunque cuando se enfurece, sus empleados y su esposa, tiemblan del miedo. Es adicto al poder y al dinero. Por eso es capaz de hacer lo que sea para no perder ni un centavo; incluso matar a sangre fría, El inmenso amor por su hijo Sebastián es su talón de Aquiles. Y su perdición es su deseo sexual y por las mujeres, llegando a tener varias amantes, entre ellas la más importante: Susana, antigua exnovia y esposa de su antiguo socio, Fabián. Se suicida al final tirándose de lo alto de un molino abandonado donde tenía a Patricia secuestrada luego de verse sin escapatoria y estar rodeado por la policía y su hijo |
| Myriam de Lourdes | Esther de De la Torre | Madre de Sebastián y esposa de Antonio. Es elegante y refinada. Es una esposa amorosa, excelente ama de casa, que desconoce la clase de monstruo que tiene por esposo. Se siente abandonada por su esposo, aunque esto lo pasa por alto. Tampoco sabe que su mejor amiga, Susana, es amante de su esposo. Cuando conoce a Patricia sentirá afinidad con ella a pesar de no ser de su mismo status social. |

### Familia Fontalvo
| Actor             | Personaje              | Perfil |
| ----------------- | ---------------------- | --- |
| Valentina Acosta  | Jimena "Nena" Fontalvo | Villana Principal. Hija de Fabián Fontalvo y Susana. Creció con Sebastián, pero se fue a estudiar a la capital donde se comprometió con él. Ella está acostumbrada a vivir con lujos y el casamiento con este, significará subir de estatus ya que es apuesto y adinerado. No lo ama ya que su corazón le pertenece a Simón, con el cual ella perdió la virginidad, pero lo rechaza por ser un simple peón. Es ambiciosa, manipuladora, sabe que Sebastián es su boleto a la riqueza, sobre todo ahora que sus padres están quebrados. |
| Mauricio Figueroa | Fabián Fontalvo        | Es el mejor amigo y socio de Antonio. Es el padre de Nena y esposo de Susana, mujer que lo engaña con su mejor amigo. Con tiempo se dará cuenta de la infidelidad de su mujer y se enamorará de la mejor amiga de su hija Nena. |
| Marcela Agudelo   | Susana De Fontalvo     | Villana. Es ambiciosa y manipuladora, principios que le inculcó a su hija, Nena. Se casó con Fabián por interés y lo engaña con Antonio De la Torre. Será cómplice de muchas fechorías de su amante. |

### Rancho El Potrillo
| Actor            | Personaje         | Perfil |
| ---------------- | ----------------- | --- |
| Adriana Ricardo  | Jacinta Páez †    | Es una mujer de muy buen corazón, es la dueña del "potrillo" (la hacienda donde vive) y recibió a Patricia, al Alcaraván y a las demás personas, siempre aconseja a Patricia ser más calmada y paciente no tan impulsiva. Es asesinada por órdenes de Antonio de la torre a manos de Gabino.                                                                                |
| Angeline Moncayo | Melinda Contreras | Ex-prostituta. Quiso dejar de ser trabajadora sexual y se refugió en la casa de Jacinta, donde se encarga del ordeño. Nadie allí, sabe de su pasado y se enamorará de Daniel Pardo, el hijo de una beata y rezandera mujer de sociedad. |
| Roberto Cano     | Martín Acero      | Villano. Estuvo diez años en la cárcel, por cometer un atentado contra Antonio De la Torre, quien lo expulsó de sus tierras y causó la muerte de su mujer. Cuando regresa al pueblo, todos le temen y no le dan la mano. Pero conoce a Patricia y se convierte en su mayor aliado para vengarse de Antonio. En ese proceso se enamora de ella y será el rival de Sebastián. |
| Jorge Cárdenas   | Alcaraván         | Es el peón del rancho El Portillo y aliado de Patricia. Es todo un Donjuán y su arma de conquista es su canto. |
| Yuri Vargas      | Silvia            | Es la protegida de Patricia, una muchacha que vivió el maltrato de su padrastro. Es rebelde y coqueta. Le encanta las carreras de caballos; algo en lo que es buena. |

### Restaurante El Pirarucú
| Actor                   | Personaje       | Perfil |
| ----------------------- | --------------- | --- |
| Claude Pimont           | Pierre Le Grand | Es un hombre francés y es el dueño del restaurante "El Pirarucú", el cual es atendido por sus tres mujeres, él comienza a tener desconfianza en las tres por un "premonición" de una bruja que le dijo que una de sus tres mujeres lo iba a traicionar.     |
| María Fernanda Martínez | Miranda         | Es la esposa mayor de Pierre, la voz de la experiencia y el alma de "El Pirarucú". A pesar de sus años, se muestra bien conservada. Pero teme que la sexualidad de Julieta, haga que su esposo la deje a un lado y pierda el respeto que le tienen su clan. |
| Carolina Sabino         | Julieta         | Segunda mujer de Pierre. Le encanta bailar joropo, es una amante apasionada y sensual. Ama y le es fiel a Pierre por sobre todas las cosas, aceptando que su amor es compartido.                                                                            |
| Estefanía Godoy         | Ausencia        | Es la más joven de las mujeres de Pierre. Siente celos cuando su hombre está con sus otras mujeres, pero no los expresa, por su cercanía a Julieta y Miranda, a quién considera una mamá.                                                                   |

### Hacienda La Dorada
| Actor             | Personaje       | Perfil |
| ----------------- | --------------- | --- |
| Ronald Ayazo      | Gabino Enciso † | Villano. Es el padre de Simón y el capataz de la hacienda. Es la mano derecha de Antonio en el manejo del ganado y en sus actividades ilícitas. Está dispuesto a matar por su patrón. Aunque en su interior guarda un secreto: ama a su patrona, la esposa de Antonio, y le duele ver que su patrón la esté engañando. Es asesinado por Antonio al descubrir sus intenciones amorosas hacia su esposa. |
| Rodolfo Valdés    | Simón Enciso    | Villano. Es un hombre de los llanos es uno de los "criados" de la hacienda en la que vive Sebastián y son amigos de toda la vida, él siempre ha estado enamorado de "Nena" por lo que la busca e incluso está dispuesto a revelar su secreto contar de estar con ella. |
| Bárbara Perea     | Soraya Grisales | Es la cocinera de la hacienda La Dorada. Es también la confidente de Esther y es la madre de Betsy, una hija rebelde a la cual ha tratado controlar. |
| Nicole Santamaria | Betsy Grisales  | Es la hija de Soraya y se niega a ser sirvienta de los De la Torre. Sus raíces arias la han convertido en una muchachita caprichosa y superficial. Quiere ser famosa y ve en los reinados celebrados en su pueblo la forma perfecta para cumplir sus objetivos. |

### Familia Pardo
| Actor                | Personaje        | Perfil |
| -------------------- | ---------------- | --- |
| Gerardo de Francisco | Ramón Pardo      | Villano. Es el alcalde de Puerto Dorado y aliado de Antonio. Es corrupto y politiquero. Finge estar del lado del pueblo para ocultar los fraudes económicos en su mandato. Se enfrentará con su hijo, cuando este se postule como candidato para reemplazarlo en su cargo.                |
| Pedro Falla          | Daniel Pardo     | Es el mejor amigo de Sebastián. Es un veterinario con aspiraciones políticas. Es un muchacho honesto, tímido con las mujeres y con un secreto, que ni su mejor amigo sabe: su virginidad. Se enamora de Melinda.                                                                          |
| Martha Silva         | Yolanda de Pardo | Es la primera dama del pueblo y es la madre de Daniel. Es exageradamente religiosa, al grado de ir a misa todos los días. Considera a Sebastián pésima influencia para su hijo y es opone a las ideas de Pierra y Patricia; por lo que evitará que su hijo se meta con una ex-prostituta. |

### Otros personajes
| Actor                  | Personaje         | Perfil |
| ---------------------- | ----------------- | --- |
| Rafael Martínez        | Rubén             | Ladrón y asesino, difícil de persuadir, compinche y amigo de Simón. |
| Jacqueline Aristizábal | Camila            | Dueña del burdel de Puerto Dorado, prima de la mujer muerta de Martín Acero y confidente de Martín Acero (Roberto Cano) Termina siendo pieza fundamental en el desenlace de la historia |
| Lina Angarita          | Mariana Rodríguez | Mejor amiga de Nena, su confidente y cómplice. La vino a acompañar a su matrimonio pero se termina quedando en Los Llanos. Aunque estudió una carrera profesional no sabe qué quiere en la vida, es buena vida, le gusta divertirse y nada más. Es coqueta y ardiente. Sólo por divertirse termina enredada con Simón, el amante de su gran amiga. Pero su gran problema se llama Fabián, el papá de Nena… Su coquetería hace que el viejo se comience a obsesionar con ella, y aunque en principio, ella sólo juguetea con él, al final terminará robándole el corazón. |
| José Narváez           | Esteban Camargo   | Villano. Es uno de los cómplices de Antonio. Trabaja en el frigorífico y hará lo que sea por su patrón. Es un hombre poco sociable y se cree el dueño del negocio cuando su jefe está ausente. |
| Jairo Ordóñez          | Centella          | Es el mensajero del pueblo, se entera de todo lo que pasa allí. Es excéntrico y amanerado, su sexualidad es cuestionada. |
| Evelyn Santos          | Karina †          | Es una misteriosa ganadera que llega a Puerto Dorado para comprar el mejor ganado pero sus verdaderas intenciones son vengarse de Antonio de la Torre, Muere asesinada por este cuando se confrontan por el rescate de Sebastián. |
| Liliana Lozano†        | Carmentea         | Es la candidata a reina del joropo y luchara por ganarle el título a Betsy Grisales a como de lugar. |
| Catalina Londoño       | Amelli            | Es una fotógrafa y reportera Francesa que llega a puerto dorado a tomar fotos del pez pirarucu pero se convierte en el dolor de cabeza de las mujeres de Piere . |
| Yesenia Valencia       | Diana             | Es una de las trabajadoras del burdel de puerto dorado y mano derecha de Camila, siempre le fastidio Melinda por ser la preferida del bar |
| Daniel Rocha           | Marcos            | Es un peón borracho y abusador, su mayor victima ha sido su hijastra Silvia |
| Hermes Camelo          | Roque Restrepo    | Trabajador y solidario. Campesino que era vecino de Humberto antes de que lo mataran. Salió expulsado por la acción de los dueños del frigorífico. Ahora se desempeña como jornalero para mantener a su esposa y su hijo. Más adelante, será parte de la asociación de pequeños ganaderos que lidera Patricia, y tendrá que enfrentar los embates de la gente del frigorífico. |

## Emisión
- La telenovela se estrenó con éxito en Panamá en las pantallas de Telemetro marcando 11.9 venciendo a su rival El juramento de TVN que marcó 11.1 en horario de 8:00 pm. Además durante su curso se posicionó como #1 luego de moverse al horario de las 7pm, promediando su transmisión 12.4 puntos de índice de audiencia y 31.4% de cuota de pantalla.
- En Honduras se estrenó el 7 de septiembre de 2009 por el Canal 11, en el horario de las 8 de la noche, reemplazando a El último matrimonio feliz.

- En México finalizó el 3 de enero de 2010.

## Versiones
- Televisa, realiza en 2021 un remake titulado La desalmada, bajo la producción de José Alberto Castro, con Livia Brito y José Ron como protagonistas.[cita requerida]